# Distrito de Belice
El distrito de Belice (en inglés: Belize District) es uno de los seis distritos en que se divide el territorio beliceño. La capital es la ciudad de Belice, que además es la mayor de las poblaciones del país. 
El territorio del distrito de Belmopán incluye los santuarios naturales de Crooked Tree y Monkey Bay, el Zoológico Nacional de Belice y el yacimiento arqueológico de Altún Ha, correspondiente a la cultura maya.
La mayor parte del territorio de este distrito se encuentra en el centro del territorio continental de Belice, aunque incluye numerosas islas en el mar Caribe, como Cayo Ambergris, Cayo Caulker, Cayo San Jorge y Cayo Goff. Ambergris y Caulker son considerados entre los principales destinos turísticos de la nación.

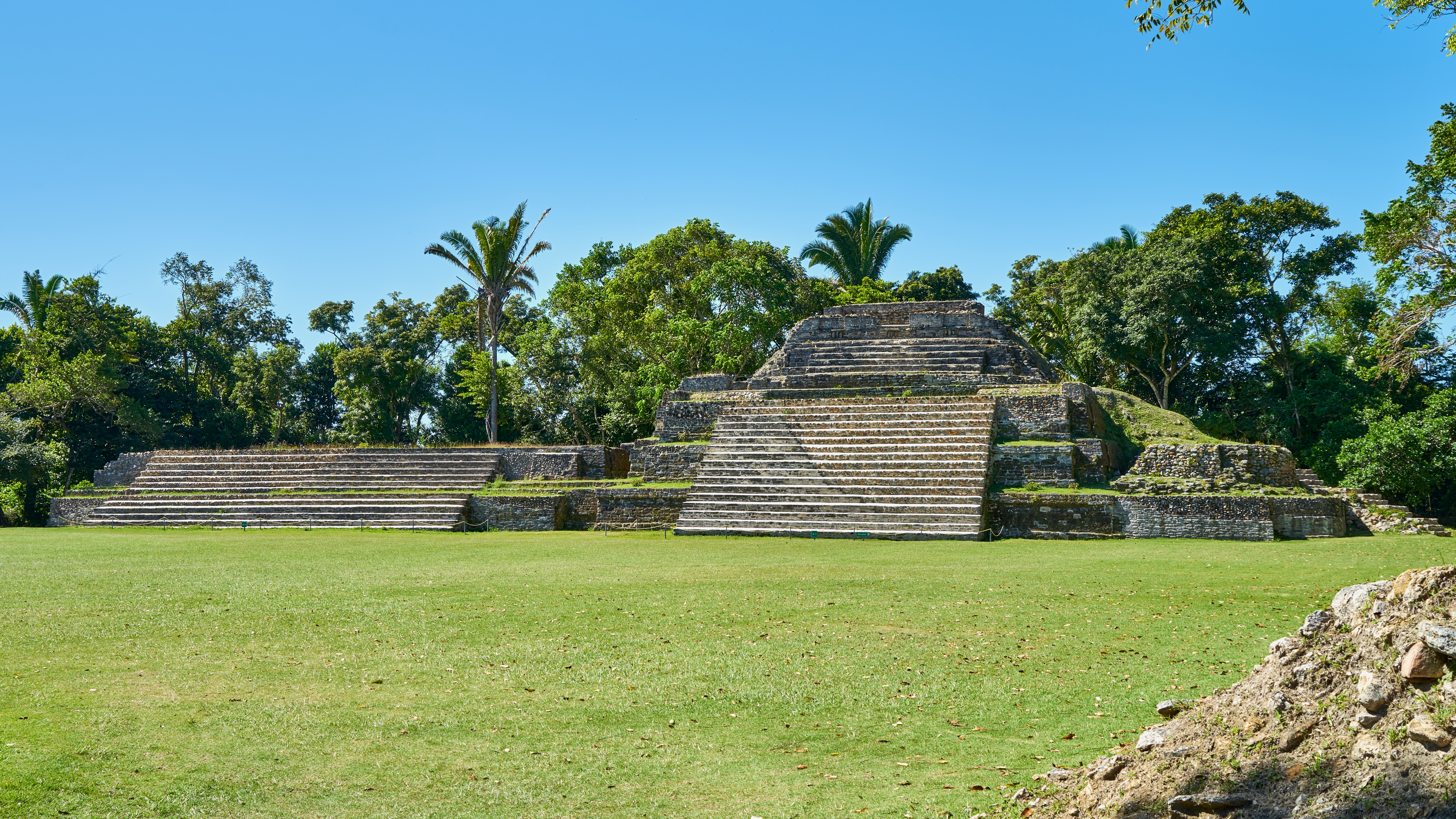
Altun Ha, sitio arqueológico.

Entre los principales atractivos se encuentra el puerto de San Pedro.

## Enlaces externos

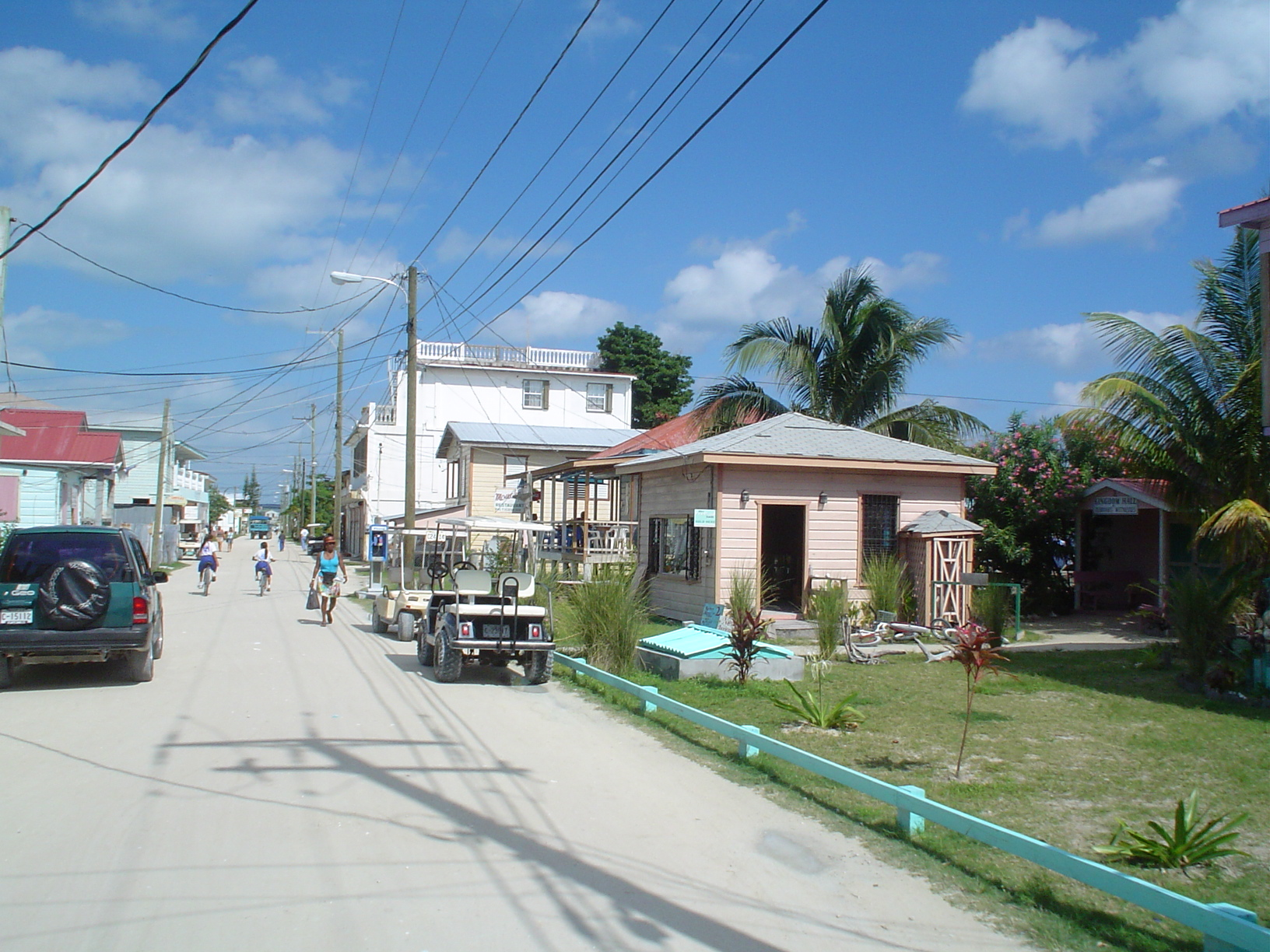
Calle principal de Cayo Caulker.

## Demografía
De acuerdo con los datos del censo de 2010, vivían en el distrito 95 292 habitantes, mientras que en el censo del año 2000, el distrito tenía una población de 69 041 habitantes, lo que representa un crecimiento intercensal del 38%, siendo el segundo distrito del país con mayor crecimiento después del distrito de Cayo.
Del total de la población del distrito, 26 974 eran de origen hispanoamericano (30% de la población).